# Outsider (Uriah Heep)
Outsider è il ventiquattresimo album in studio del gruppo musicale rock britannico Uriah Heep pubblicato nel giugno 2014.

## Tracce
1. Speed of Sound – 4:56
2. One Minute – 4:54
3. The Law – 5:24
4. The Outsider (Mick Box, Phil Lanzon, P.C. Lanzon) – 3:22
5. Rock the Foundation – 4:07
6. Is Anybody Gonna Help Me? – 5:07
7. Looking at You – 3:36
8. Can't Take That Away – 4:55
9. Jessie – 3:59
10. Kiss the Rainbow – 5:12
11. Say Goodbye – 3:34

### Tracce bonus giapponesi
1. One Minute (60 Seconds)
2. Between Two Worlds (live)

## Formazione
- Mick Box – chitarra, voce
- Davey Rimmer – basso, voce
- Phil Lanzon – tastiere, voce
- Bernie Shaw – voce solista
- Russell Gilbrook – batteria, voce